# Gosei 1979
Il Gosei 1979 è stata la quarta edizione del torneo goistico giapponese Gosei.

## Svolgimento
- W indica vittoria col bianco
- B indica vittoria col nero
- X indica la sconfitta
- +R indica che la partita si è conclusa per abbandono
- +N indica lo scarto dei punti a fine partita
- +F indica la vittoria per forfeit
- +T indica la vittoria per timeout
- +? indica una vittoria con scarto sconosciuto
- V indica una vittoria in cui non si conosce scarto e colore del giocatore

### Qualificazioni
|  | Semifinali      | Semifinali    | Semifinali    |     |  | Finale | Finale | Finale |  |
|  |                 |               |               |     |  |        |        |        |  |
|  | Yasumasa Hane   | Yasumasa Hane | B+1,5         |     |  |        |        |        |  |
|  | Yasumasa Hane   | Yasumasa Hane | B+1,5         |     |  |        |        |        |  |
|  | Shojo Hashimoto |               |               |     |  |        |        |        |  |
|  |                 | Yasumasa Hane | Yasumasa Hane | B+R |  |        |        |        |  |
|  |                 |               |               | B+R |  |        |        |        |  |
|  |                 |               | Masao Katō    |     |  |        |        |        |  |
|  | Masao Katō      | Masao Katō    | B+R           |     |  |        |        |        |  |
|  | Masao Katō      | Masao Katō    | B+R           |     |  |        |        |        |  |
|  | Hosai Fujisawa  |               |               |     |  |        |        |        |  |

|  | Semifinali         | Semifinali     | Semifinali     |       |  | Finale | Finale | Finale |  |
|  |                    |                |                |       |  |        |        |        |  |
|  | Eio Sakata         | Eio Sakata     | B+R            |       |  |        |        |        |  |
|  | Eio Sakata         | Eio Sakata     | B+R            |       |  |        |        |        |  |
|  | Hiroshi Yamashiro  |                |                |       |  |        |        |        |  |
|  |                    | Eio Sakata     | Eio Sakata     | B+7,5 |  |        |        |        |  |
|  |                    |                |                | B+7,5 |  |        |        |        |  |
|  |                    |                | Tatsuaki Iwata |       |  |        |        |        |  |
|  | Masamitsu Tsuchida |                |                |       |  |        |        |        |  |
|  |                    |                |                |       |  |        |        |        |  |
|  | Tatsuaki Iwata     | Tatsuaki Iwata | W+R            |       |  |        |        |        |  |

|  | Semifinali        | Semifinali     | Semifinali    |                |     | Finale | Finale | Finale |  |
|  |                   |                |               |                |     |        |        |        |  |
|  | Yutaka Shiraishi  |                |               |                |     |        |        |        |  |
|  |                   |                |               |                |     |        |        |        |  |
|  | Masao Sugiuchi    | Masao Sugiuchi | W+R           |                |     |        |        |        |  |
|  | Masao Sugiuchi    | Masao Sugiuchi | W+R           | Masao Sugiuchi |     |        |        |        |  |
|  |                   |                |               |                |     |        |        |        |  |
|  |                   |                | Yoshio Ishida | Yoshio Ishida  | W+R |        |        |        |  |
|  | Yoshio Ishida     | Yoshio Ishida  | Yoshio Ishida | Yoshio Ishida  | W+R | B+R    |        |        |  |
|  | Yoshio Ishida     | Yoshio Ishida  |               |                |     |        |        |        |  |
|  | Hideyuki Fujisawa |                |               |                |     |        |        |        |  |

|  | Semifinali      | Semifinali    | Semifinali    |     |  | Finale | Finale | Finale |  |
|  |                 |               |               |     |  |        |        |        |  |
|  | Norio Kudo      | Norio Kudo    | B+0,5         |     |  |        |        |        |  |
|  | Norio Kudo      | Norio Kudo    | B+0,5         |     |  |        |        |        |  |
|  | Rin Kaiho       |               |               |     |  |        |        |        |  |
|  |                 | Norio Kudo    | Norio Kudo    | B+R |  |        |        |        |  |
|  |                 |               |               | B+R |  |        |        |        |  |
|  |                 |               | Takaho Kojima |     |  |        |        |        |  |
|  | Takaho Kojima   | Takaho Kojima | V             |     |  |        |        |        |  |
|  | Takaho Kojima   | Takaho Kojima | V             |     |  |        |        |        |  |
|  | Utaro Hashimoto |               |               |     |  |        |        |        |  |

|  | Semifinali          | Semifinali          | Semifinali          |       |  | Finale | Finale | Finale |  |
|  |                     |                     |                     |       |  |        |        |        |  |
|  | Cho Chikun          | Cho Chikun          | V                   |       |  |        |        |        |  |
|  | Cho Chikun          | Cho Chikun          | V                   |       |  |        |        |        |  |
|  | Yoshitaka Ushikubo  |                     |                     |       |  |        |        |        |  |
|  |                     | Cho Chikun          | Cho Chikun          | B+6,5 |  |        |        |        |  |
|  |                     |                     |                     | B+6,5 |  |        |        |        |  |
|  |                     |                     | Toshihiro Shimamura |       |  |        |        |        |  |
|  | Toshihiro Shimamura | Toshihiro Shimamura | V                   |       |  |        |        |        |  |
|  | Toshihiro Shimamura | Toshihiro Shimamura | V                   |       |  |        |        |        |  |
|  | Tadashi Kanashima   |                     |                     |       |  |        |        |        |  |

### Lega
| Giocatore     | N.K.  | Y.H.  | Y.I.  | C.C. | E.S.   | Risultato | Note                    |
| ------------- | ----- | ----- | ----- | ---- | ------ | --------- | ----------------------- |
| Norio Kudo    | –     | B+2,5 | W+R   | X    | W+3,5  | 3-1       |                         |
| Yasumasa Hane | X     | –     | X     | X    | B+12,5 | 1-3       |                         |
| Yoshio Ishida | X     | W+R   | –     | X    | X      | 1-3       |                         |
| Cho Chikun    | W+2,5 | B+R   | W+R   | –    | B+R    | 4-0       | Qualificato alla finale |
| Eio Sakata    | X     | X     | B+7,5 | X    | –      | 1-3       |                         |

### Finale
La finale è una sfida al meglio delle cinque partite, il detentore Hideo Otake ha affrontato lo sfidante scelto tramite il processo di qualificazione.